# Rezerwat przyrody Jezioro Pogubie Wielkie
Rezerwat przyrody Jezioro Pogubie Wielkie – faunistyczny rezerwat przyrody w gminie Pisz, w powiecie piskim (województwo warmińsko-mazurskie), na terenie Puszczy Piskiej. Położony ok. 4,6 km na południowy zachód od Pisza.
Utworzony został zarządzeniem Ministra Leśnictwa i Przemysłu Drzewnego z dnia 10 grudnia 1971 r. Celem ochrony rezerwatu jest zachowanie siedlisk ptaków wodno-błotnych, naturalnych tarlisk oraz ochrona procesów ekologicznych.
Rezerwat zajmuje powierzchnię 715,82 ha (akt powołujący podawał 691,73 ha). Z ogólnej powierzchni 20,94 ha stanowi porośnięta lasem wyspa w zarządzie Nadleśnictwa Pisz, a reszta to grunty nieleśne – jezioro Pogubie Wielkie w zarządzie PZW.
Pogubie Wielkie jest jeziorem o średniej głębokości 1 m, porośniętym skupiskami ramienic, a na obrzeżach szuwarami trzcinowymi. Wyspa (o nazwie Ostrów Wielki) znajduje się północnej części jeziora, a jej drzewostan liczy ok. 106 lat.
Występuje tu około 60 gatunków ptaków, między innymi żuraw zwyczajny (Grus grus) i łabędź niemy (Cygnus olor).